# Aymar-Chrétien-François de Nicolaÿ
Aymar-Chrétien-François-Michel de Nicolaÿ est un ecclésiastique, né le 23 janvier 1721 à Paris et décédé le 9 décembre 1769 à Verdun.
Il fut évêque de Verdun de 1754 à 1769.

## Biographie
Aymar-Chrétien-François-Michel de Nicolaÿ, Issu d'une ancienne famille de robe, est le plus jeune fils de Jean-Aymar de Nicolaÿ et de Françoise-Elisabeth de Lamoignon. Il est un cousin utérin de Chrétien Guillaume de Lamoignon de Malesherbes qui sera un des avocats du roi Louis XVI. 
Destiné à l'Église, il fut chanoine de Paris en 1739 et prieur commendataire du couvent parisien de Sainte-Catherine de la Couture, avant d'être nommé premier aumônier de la dauphine Marie-Josèphe en 1745 et agent général du clergé de France (1745-1750) puis évêque de Verdun en 1754. 
D'une franchise un peu rude qui le faisait craindre du roi, il était considéré avec l'archevêque de Paris Christophe de Beaumont comme un des guides spirituels du clan des dévôts et ne dut qu'à l'affection que le roi portait à sa belle-fille d'être nommé à la tête de l'évêché de Verdun. 
Dans la querelle lié au jansénisme, il soutint la politique papale et chercha à faire appliquer la bulle Unigenitus dans son diocèse. Il déplora la suppression de l'ordre des jésuites contre laquelle il avait lutté avec vigueur.
Il était si proche du dauphin Louis et de la dauphine Marie-Josèphe que la cour pensait qu'il serait nommé Premier ministre à l'avènement du prince. C'est à lui que le dauphin remit avant de mourir des instructions secrètes à faire parvenir au futur roi Louis XVI lors de son avènement.
En effet, le dauphin mourut prématurément suivi de près par la dauphine et l'évêque de Verdun les suivit bientôt dans la tombe. Il mourut le 9 décembre 1769 à l'âge de 48 ans.